# Гацмер, Барб
Барб Га́цмер (англ. Barb Gutzmer) — американская кёрлингистка.
В составе женской сборной США участник чемпионата мира 1986 (заняли седьмое место). Чемпионка США среди женщин.
Играла на позиции первого.

## Достижения
- Чемпионат США по кёрлингу среди женщин: золото (1986).

## Команды
| Сезон   | Четвёртый         | Третий         | Второй       | Первый      | Турниры                        |
| ------- | ----------------- | -------------- | ------------ | ----------- | ------------------------------ |
| 1985—86 | Джеральдин Тилден | Линда Барнесон | Барб Польски | Барб Гацмер | ЧСШАЖ 1986 · ЧМ 1986 (7 место) |

(скипы выделены полужирным шрифтом)